# Hermeton
L'Hermeton est une rivière de Belgique, affluent en rive gauche de la Meuse. Elle coule dans la province de Namur, dans la région de l'Entre-Sambre-et-Meuse, et se jette dans la Meuse au niveau d'Hermeton-sur-Meuse dans l'entité d'Hastière.

## Parcours
L'Hermeton prend sa source à Neuville au sud de Philippeville à une altitude de 250 m. La rivière prend la direction de l'est en passant au sud de Sautour puis au sud de Sart-en-Fagne. La rivière s'oriente alors vers le nord en passant sous Vodelée puis sous Soulme en alimentant le moulin de Soulme. L'environnement devient boisé et la rivière s'oriente de nouveau vers l'est en formant plusieurs méandres avant de rejoindre la rive gauche de la Meuse à Hermeton-sur-Meuse à une altitude d'environ 100 m.

## Débit
Le débit moyen de la rivière mesuré à Hastière (bassin versant de 167 km2), entre 1992 et 2001 est de 1,9 m3/s. Durant la même période on a enregistré :
- Une moyenne de 2,7 m3/s en 2001, débit annuel moyen maximal sur la période.
- Un débit annuel moyen minimal de 1,0 m3/s en 1996.

Source : Ministère de la Région Wallonne,.